# ジャーマン・スピッツ

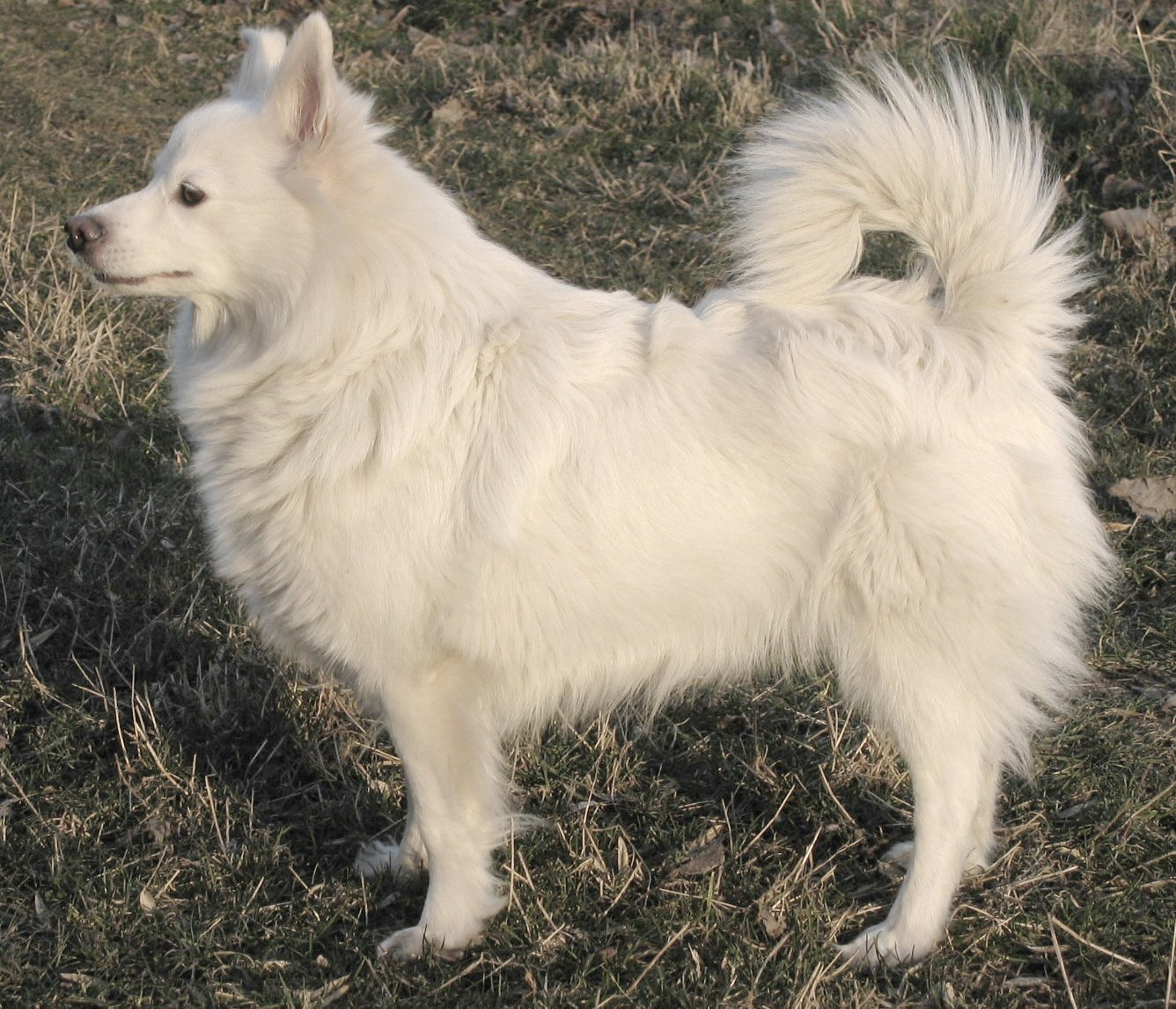
ジャーマン・スピッツ

ジャーマン・スピッツ（英: German Spitz）は、ドイツ原産の犬種である。15世紀ごろに「スピッツ」という犬種名がつけられ、現在の名前になる前から存在が確認されている。
ジャーマン・スピッツにはサイズが6タイプあり、スタンダードサイズのウルフスピッツには牧羊犬としての使役があるが、他の5種は愛玩犬種用に小型化されたものである。ジャーマン・スピッツ族はサイズ以外にもそれぞれの個性を持っていて、それぞれ独立した犬種として認められている。しかし、スタンダードサイズのウルフスピッツと最小のツヴェルク・スピッツ（現ポメラニアン）以外は原産国ドイツ内でも希少化が進み、数が少なくなりつつある。
以下の項目にて、それぞれの犬種のデータを紹介する。

## ジャーマン・ウルフスピッツ
ジャーマン・ウルフスピッツ（英: German Wolfspitz）は、ジャーマン・スピッツ族のスタンダードとなった犬種である。「ウルフ」というのはウルフグレーの毛色とやや大柄なサイズを表していて、狼犬ではない。容姿はウルフグレーの毛色を持つ巨大なポメラニアンといったところである。牧羊犬として使役されていたが、近年はほとんどがペットとして飼われている。体高42〜45cm、体重27〜32kg。性格は活発で勇敢である。なお、オランダ原産のキースホンドはこのウルフスピッツの親せきで、別の犬種である。

## ジャーマン・グローサー・スピッツ
ジャーマン・グローサー・スピッツ（英: German Grosser Spitz）は、ジャーマン・スピッツの中で２番目に大きい犬種である。ジャーマン・ジャイアント・スピッツという異名を持つが、ウルフスピッツを小型化して作出された中型の愛玩犬種である。体高約40〜41cm、体重17〜18kg。毛色はホワイト、ブラック、ブラウンの単色で、世界的にはブラックが人気である。かつては愛玩犬として人気だったが、更に小型化が進み別の犬種が誕生した事により人気が薄れ、現在は希少な犬種である。

## ジャーマン・ミッテル・スピッツ
ジャーマン・ミッテル・スピッツ（英: German  Mittel Spitz）は、ジャーマン・スピッツの中で３番目に大きい犬種である。他とは違って、オーバーコートは剛毛で細い。アンダーコートは他のジャーマン・スピッツと同じでやわらかい。体高30〜38cm、体重7〜11kg。毛色はチョコ、ブラウン、ブラック、イエローなどが主だが、その混色のものもいる。なかでも目のふちと鼻が毛色と同色であるブラウンとチョコが好まれている。ミッテルは大きすぎず、極端に小さいわけでもないためジャーマン・スピッツの中でもわりと人気がある犬種である。なお、2004年には日本にも輸入されて2005年にJKCに登録されている。

## ジャーマン・クライン・スピッツ
ジャーマン・クライン・スピッツ（英: German Klein Spitz）は、ジャーマン・スピッツの中で４番目に大きい犬種である。19世紀にミッテル・スピッツがドイツからイギリスに輸入されて小型化されたもので、もともとのポメラニアンに最も近い犬種であるためヴィクトリアン・ポメラニアン（英：Victorian Pomeranian）の異名も持つ。クラインは耳の形が現在のポメラニアンとは若干異なり、耳（立ち耳）は丸い形をしているが、頂点だけ広葉樹の葉先のように尖っている。体高は23〜29cm、体重4〜6kg。毛色は単色かパーティーカラーで、特に制限はない。

## ジャーマン・トイ・スピッツ
ジャーマン・トイ・スピッツ（英: German Toy Spitz）は、ジャーマン・スピッツの中で２番目に小さい犬種である。すっかりポメラニアンの人気の陰に隠れて目立たないが、かつてはこの犬種をポメラニアンと呼ぶか、ツヴェルク・スピッツをポメラニアンと呼ぶかという論議が起こったことがあった。
それにより、ツヴェルク・スピッツにポメラニアンの名が与えられると、この犬種にはトイ・スピッツの名が与えられ、ウルフスピッツ以外のジャーマン・スピッツの中で唯一英名を持つ犬種になった。体高21cm前後、体重1.7〜2kg前後。毛色はパーティーカラーのみのため、サイズが近いにもかかわらずポメラニアンとの区別がしやすいといわれている。

## ジャーマン・ツヴェルク・スピッツ（現 ポメラニアン）
ジャーマン・ツヴェルク・スピッツ（German Zwerg Spitz）とは、ジャーマン・スピッツの中で最も小さい犬種であり、現在はポメラニアンと改称されている。体高20cm前後、体重1.8〜5kg。
この犬種のその他の詳細については、ポメラニアンを参照する事。

## ジャーマン・スピッツをめぐる論議
- ここで述べたサイズ等による犬種区別は最も一般的なものを用いたが、専門家によっては10段階であったり4段階であったりと混乱がある。国際畜犬連盟(FCI)ではトイ・スピッツを除いた5つの犬種を公認しているが、クライン・スピッツとポメラニアンの間の空白をどのように解消するかははっきりと決まっていない。現時点では暫定的にジャーマン・トイ・スピッツが置かれているが、決定しだいどちらかに統合される可能性がある。しかし、トイ・スピッツは他の犬種とは違う特徴があるため、統合すべきではないとトイ・スピッツの愛好家は抗議している。

- ジャーマン・ミッテル・スピッツが日本スピッツの先祖となったという説があるが、輸入経路などに若干の矛盾があり、異説も多いため本当に先祖であるかどうかははっきりと分かっていない。